# Fuskpäls

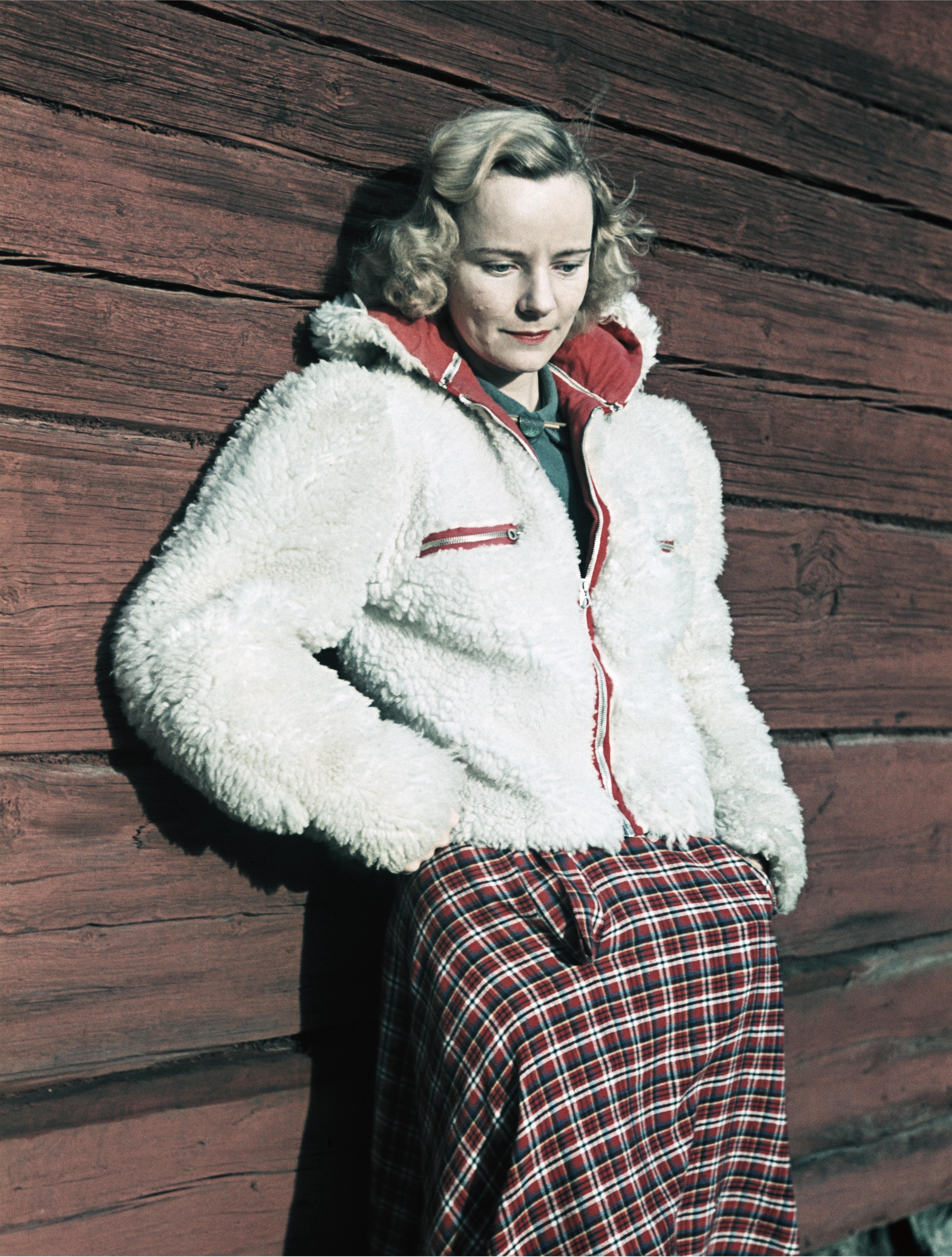
Klädd för friluftsliv. Blond kvinna i vit fuskpälsjacka och rutig kjol vid rödmålad timmervägg. Modefotografi från 1941.

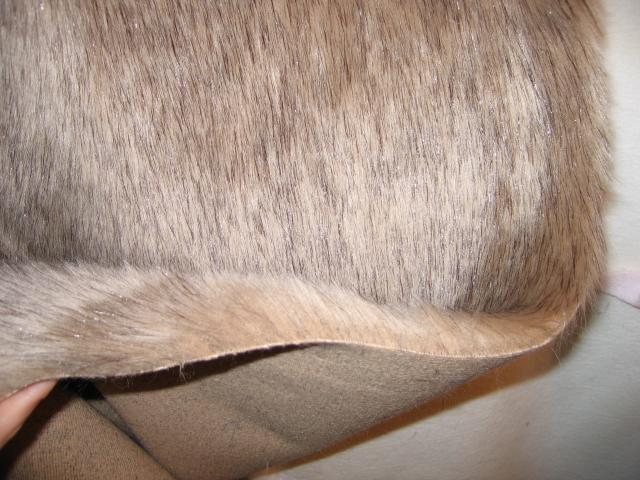
Fuskpäls.

Fuskpäls (engelska fake fur) är ett tyg som efterliknar riktig päls men är tillverkat av syntetiska material som polyester eller akryl. Fuskpäls används för att ge samma utseende och känsla som äkta päls. I slutet av 1930-talet började man att göra "päls" av orlonpile (populärt kallat "teddy"), som användes som varmfoder. 1944 kom den första hela fuskpälsen; när äkta päls började anses vara fel på 1970-talet, kom de färgglada "fuskisarna".